# موریبه برن
شهر موریبه برن  در بخش برن در ایالت برن در کشور سوئیس واقع شده‌است که ۱۲٬۳۰۰ نفر جمعیت دارد.

## نگارخانه

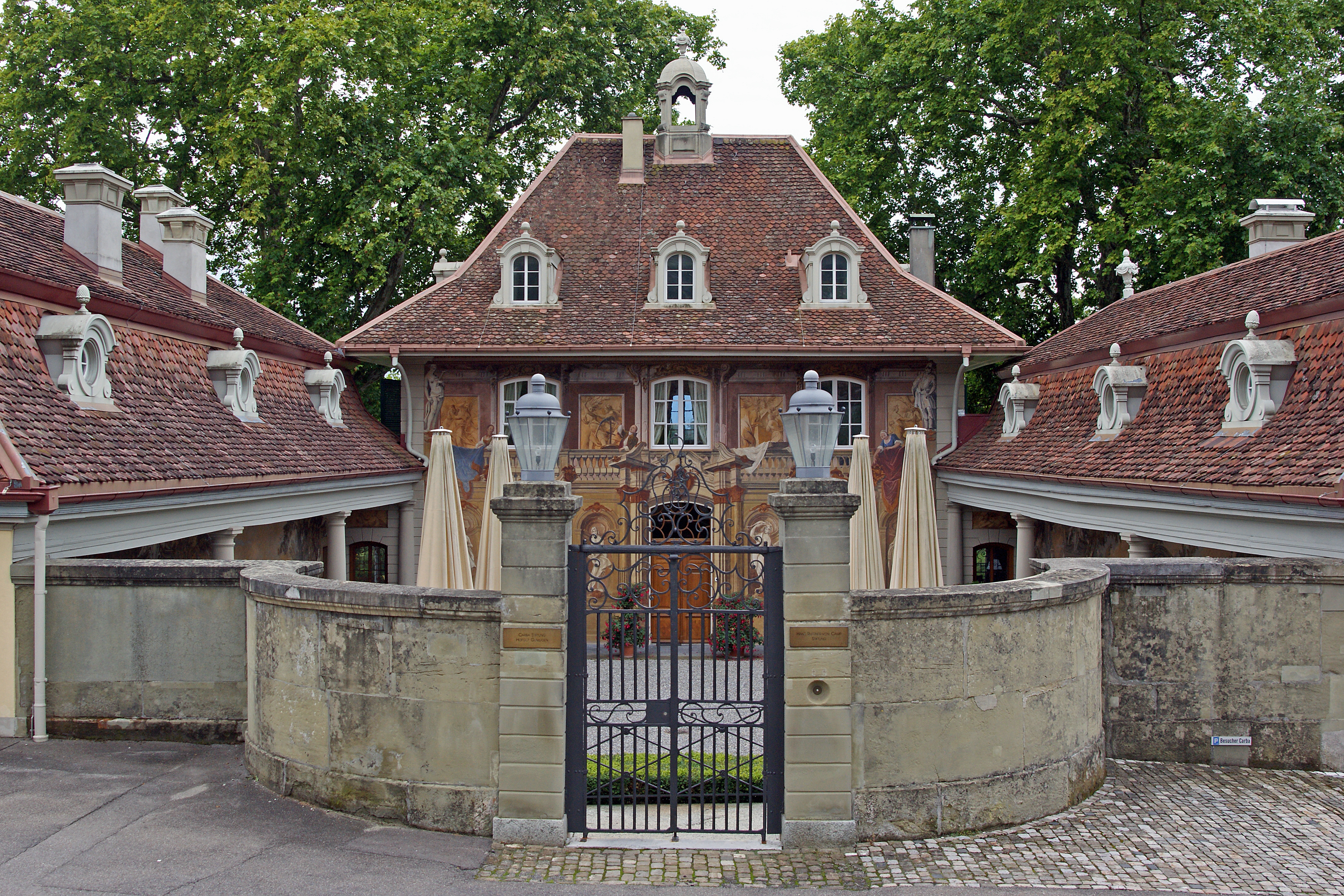
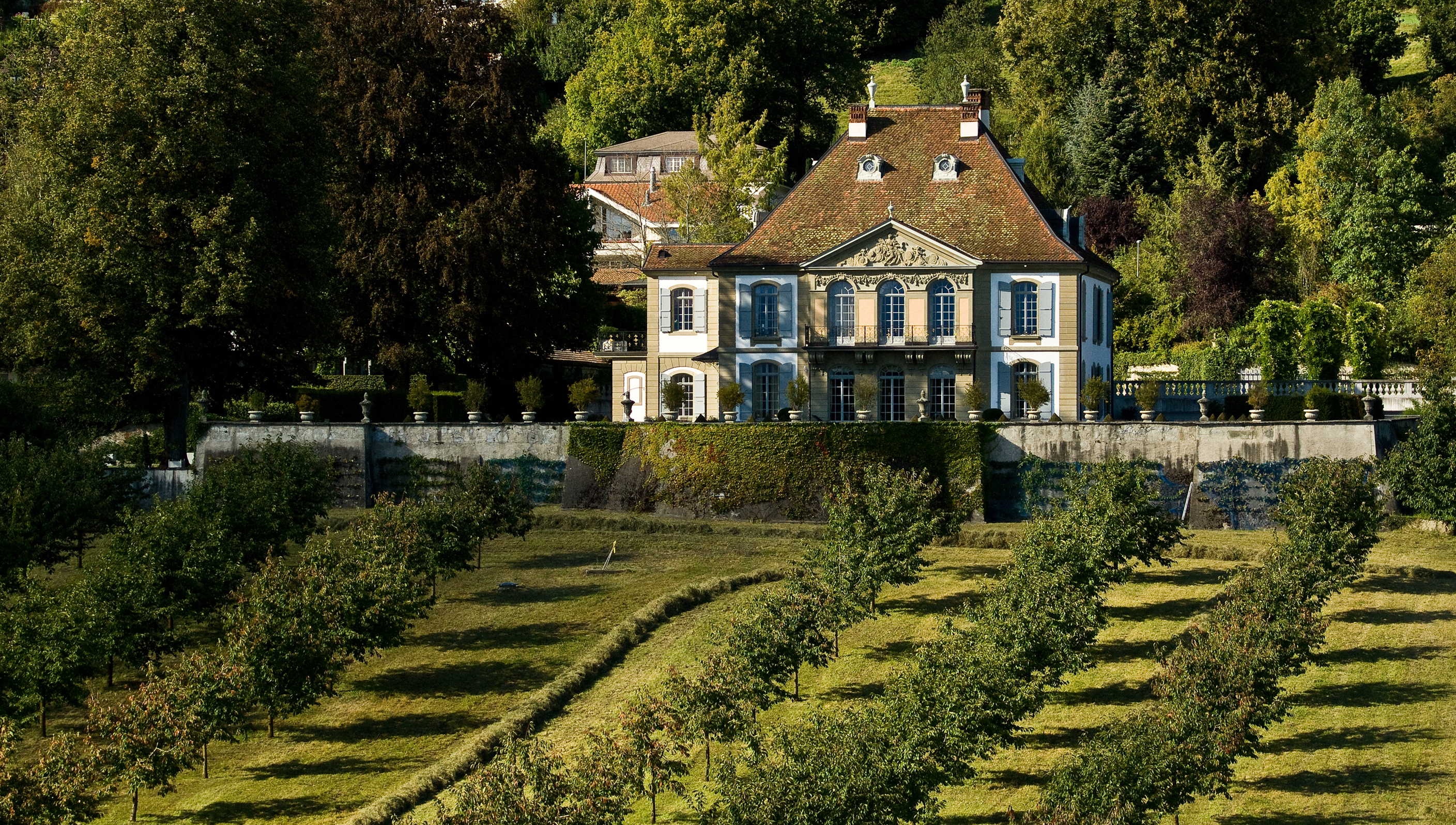
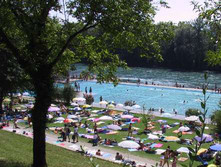